# 格维兹杰齐木头会堂
格维兹杰齐木头会堂（烏克蘭語：Гвіздець）是原本于1650年左右在波蘭-立陶宛格維茲傑齊建立的一座猶太教堂。该犹太教堂在第一次世界大战期间的一场火灾中严重受损，後來在戰間期重建，但在1941年被納粹德国人摧毁。2011年至2013年期间，位於华沙的波蘭猶太人歷史博物館裡面重建了格维兹杰齐木头会堂的彩绘天花板和木结构屋顶。

## 圖片

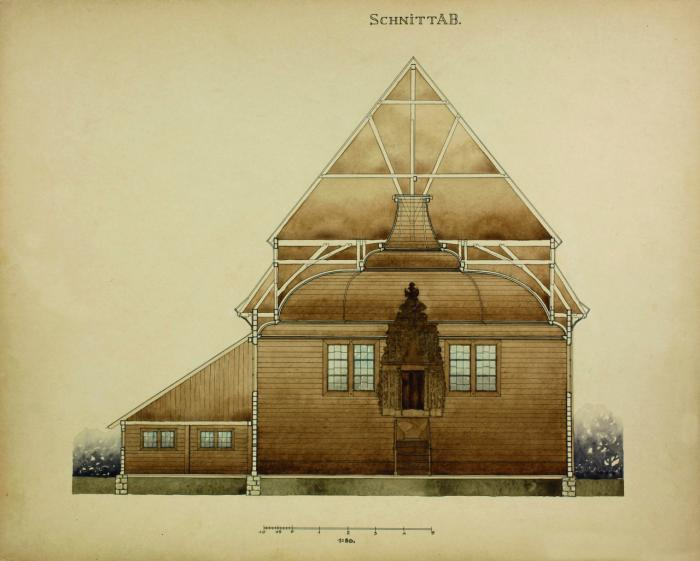
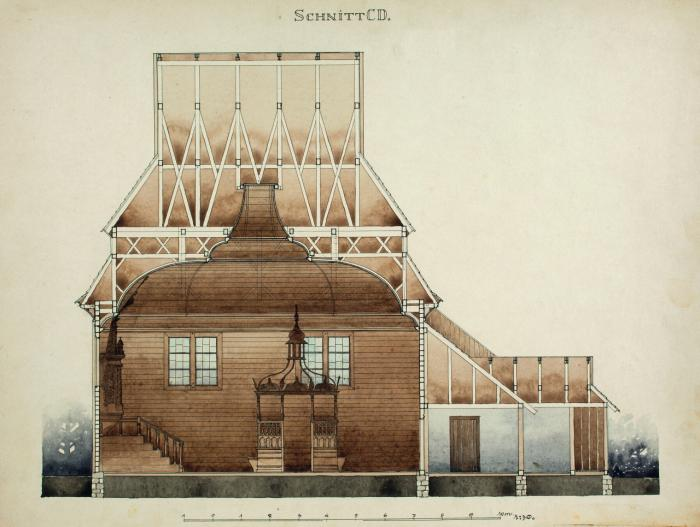
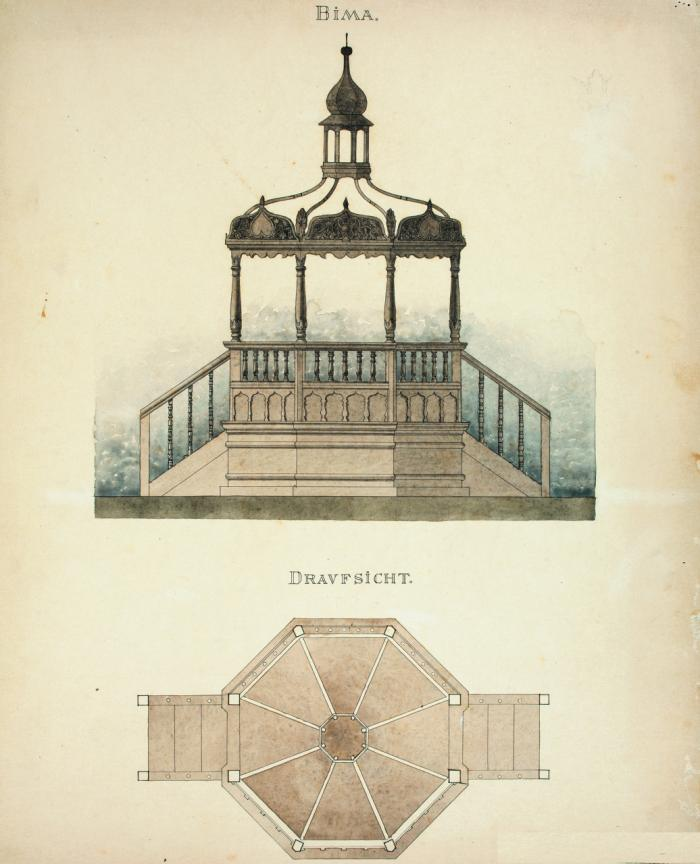
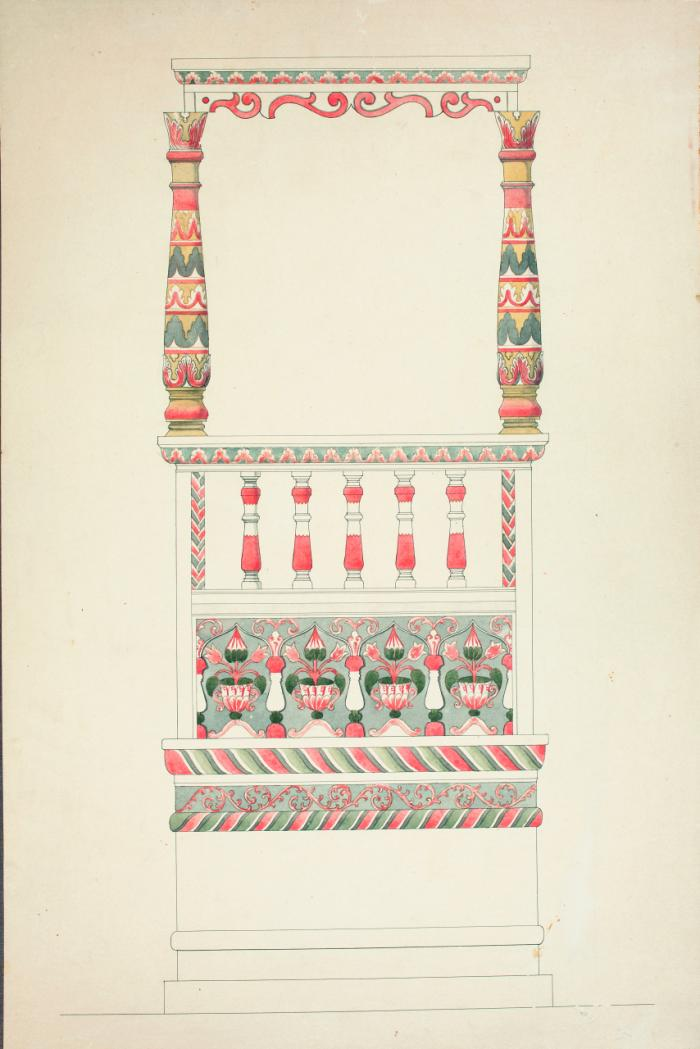
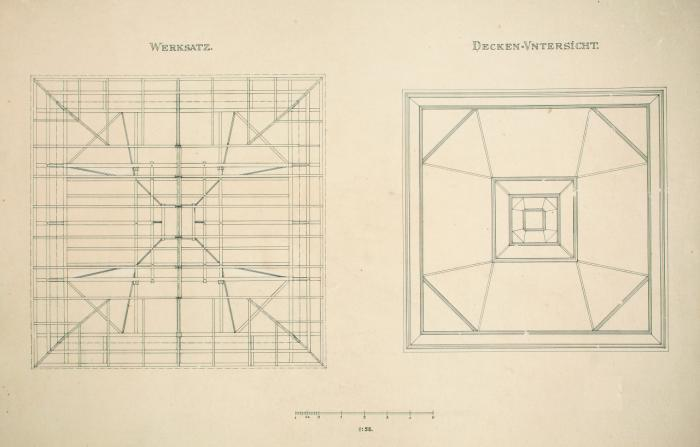

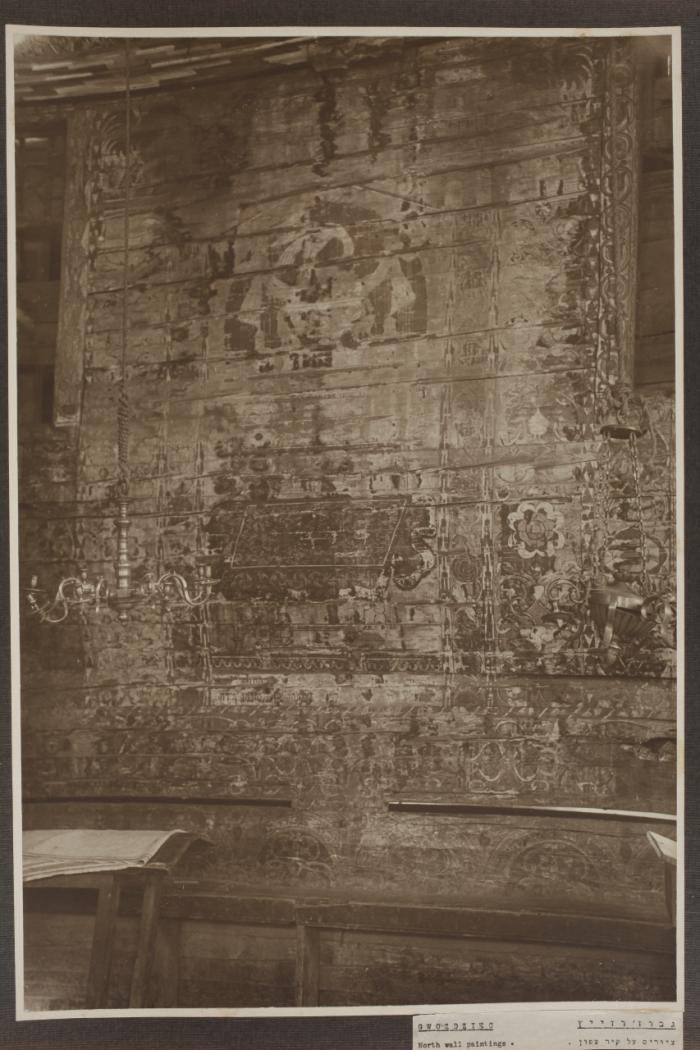
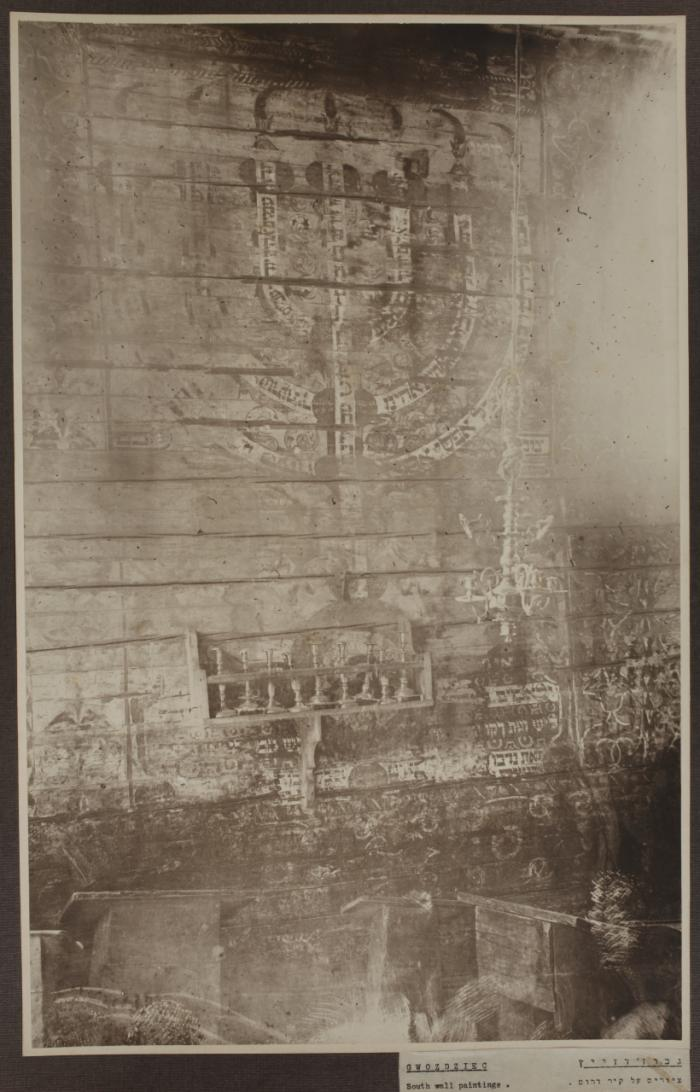
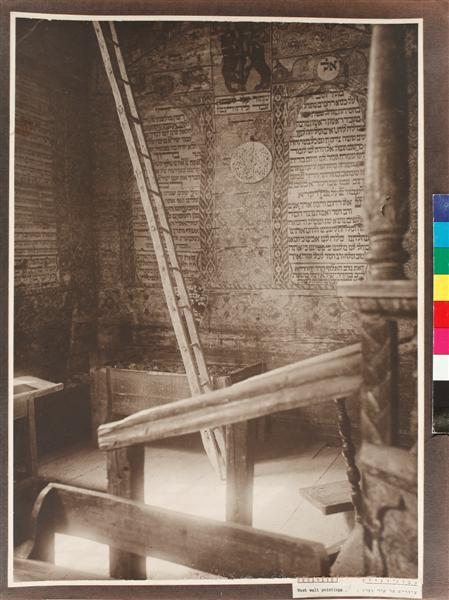
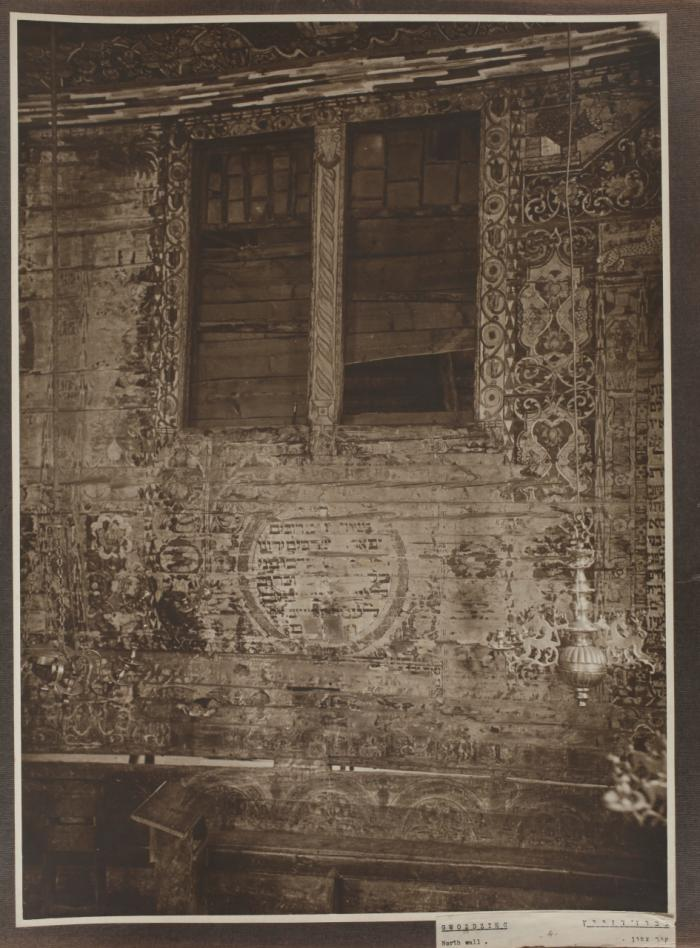
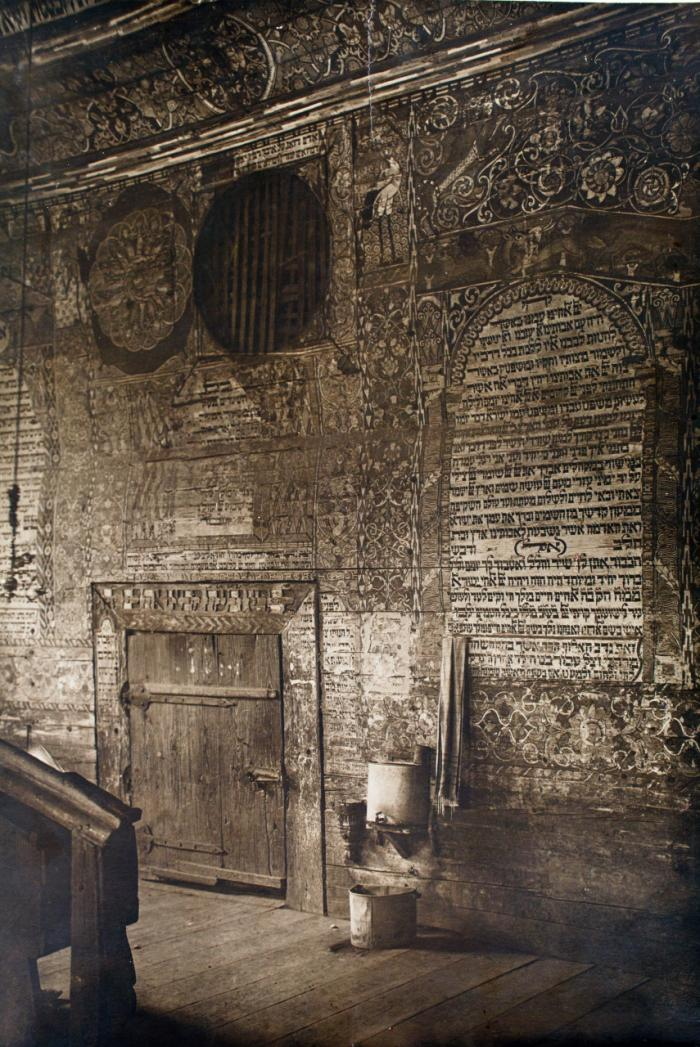
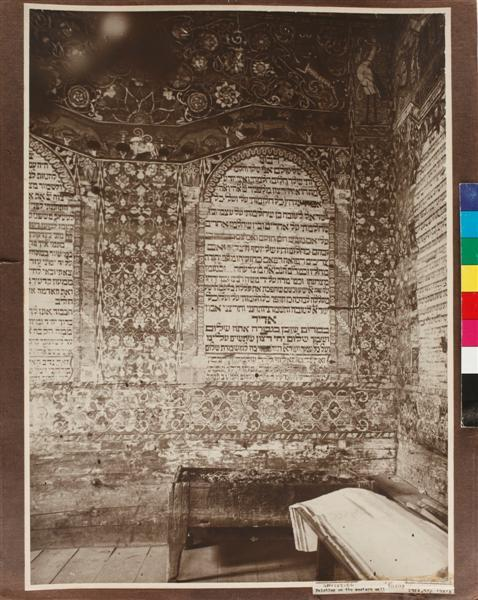
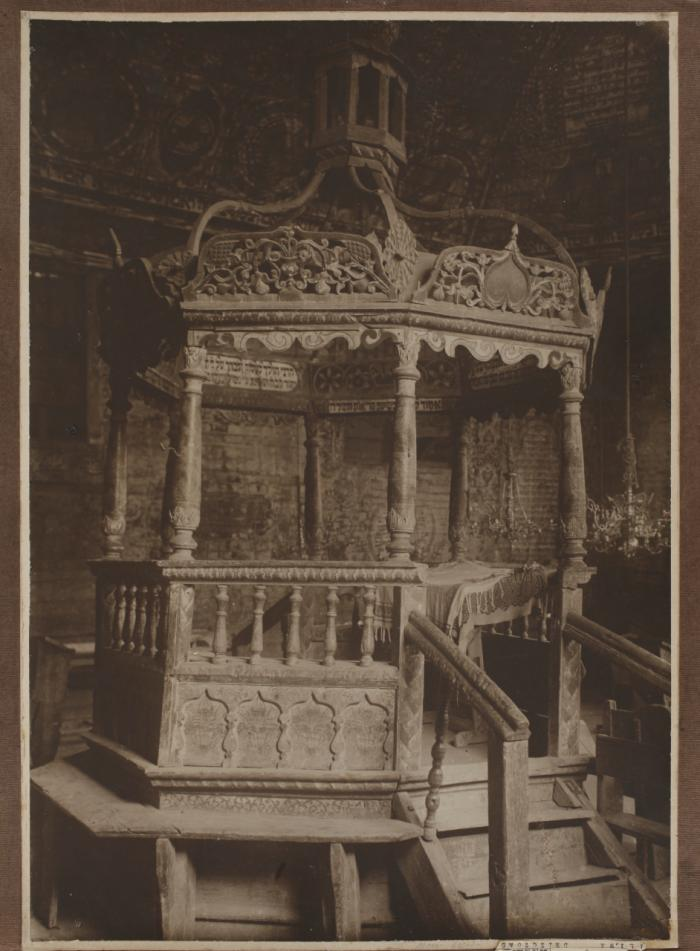

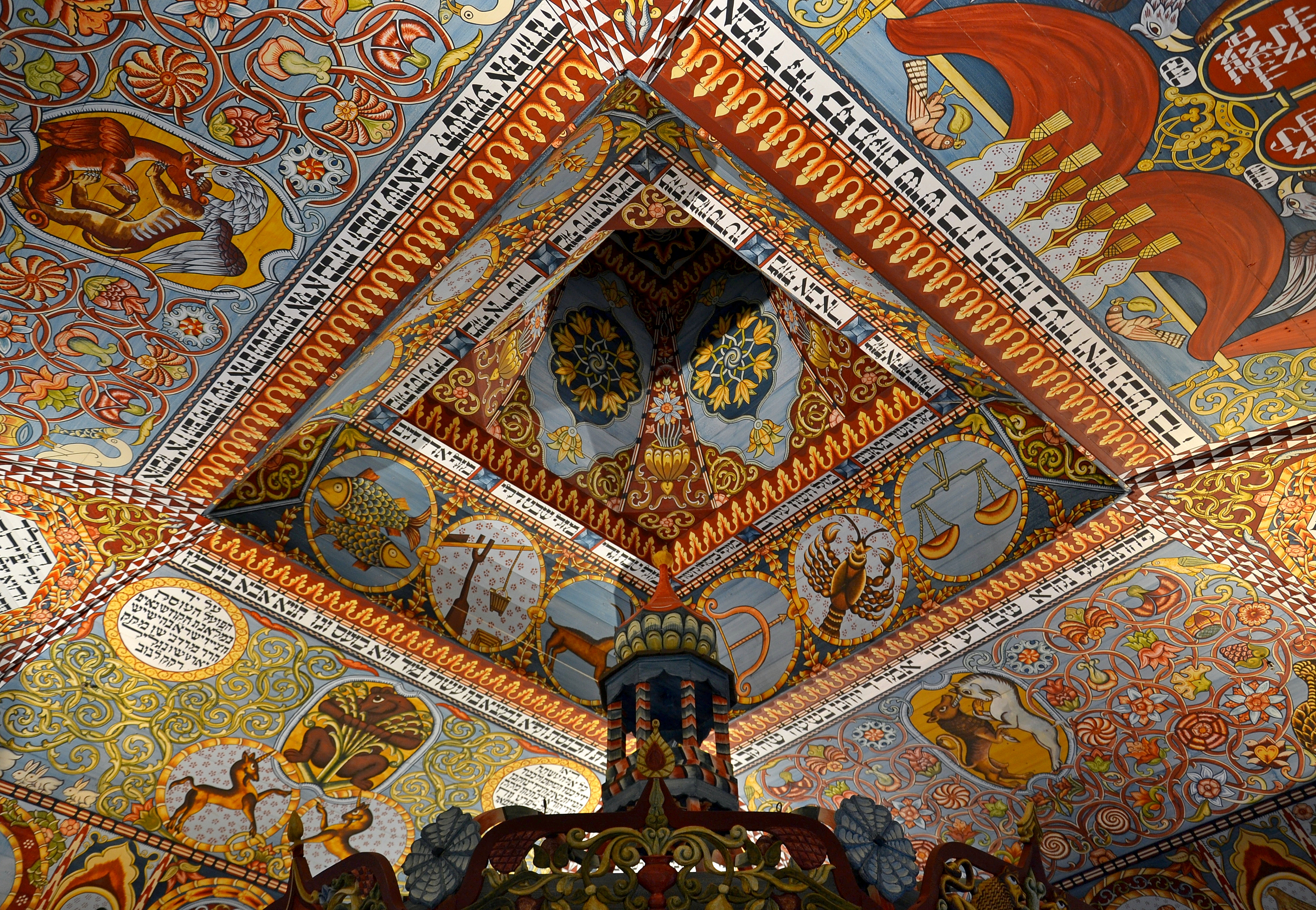
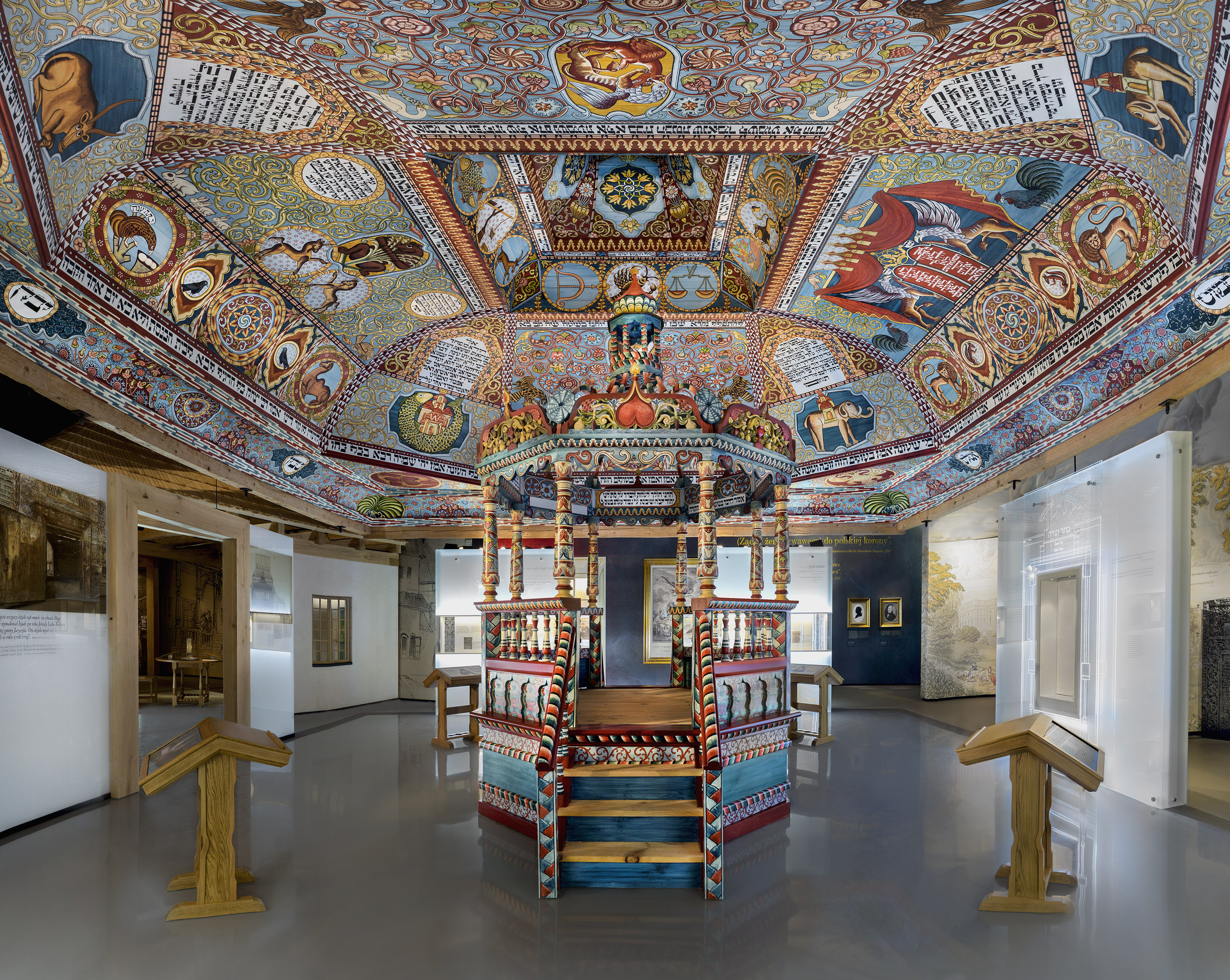
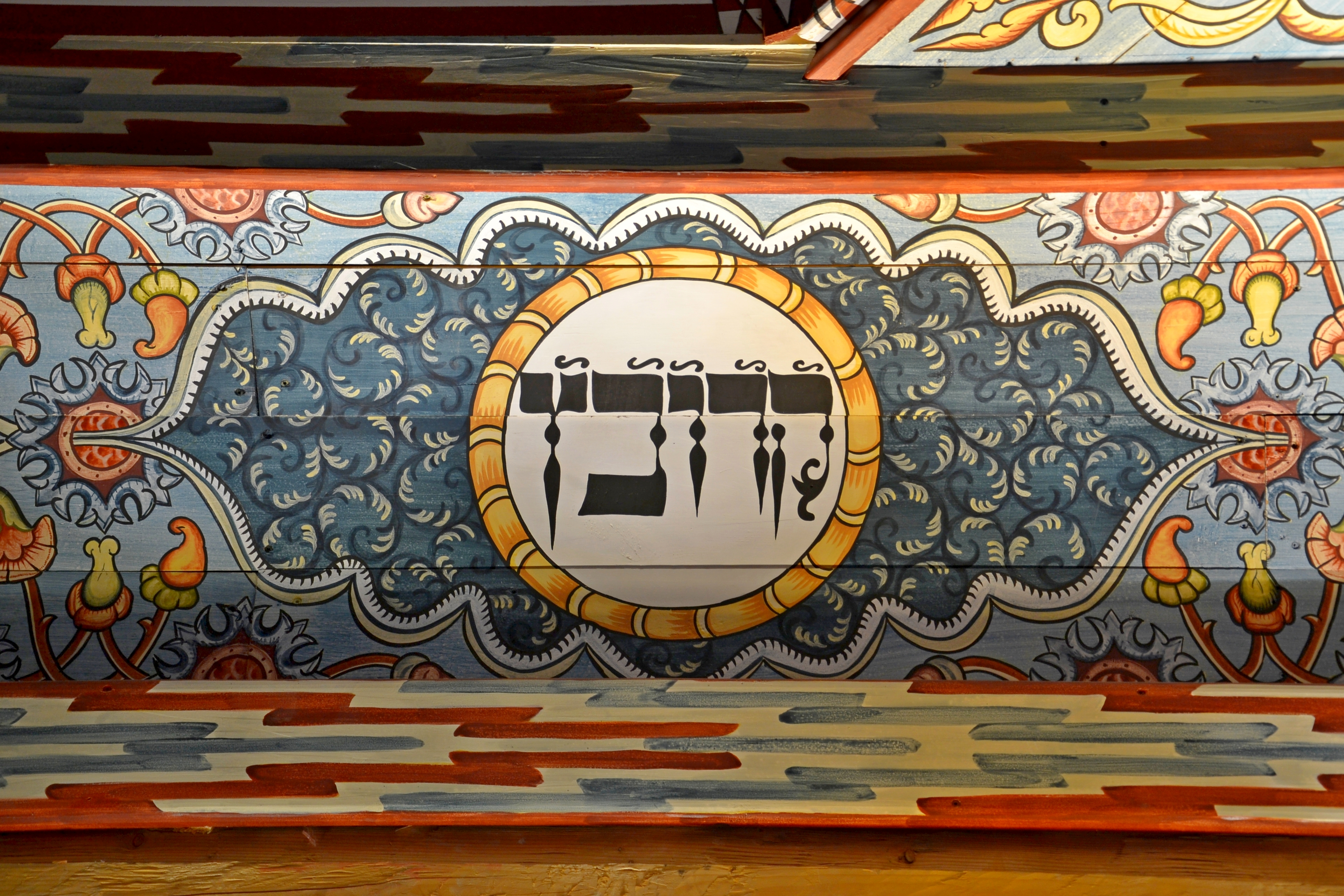
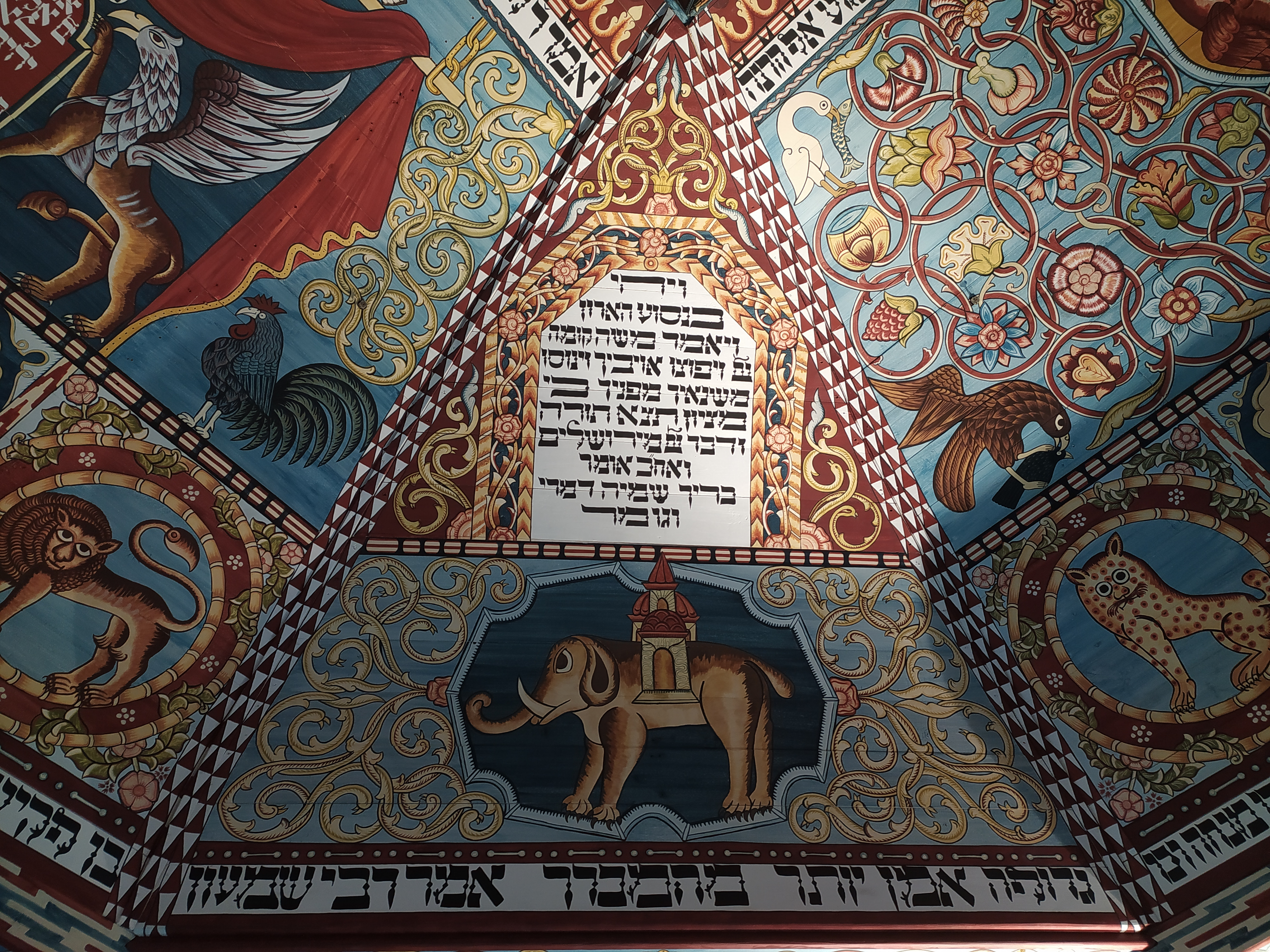
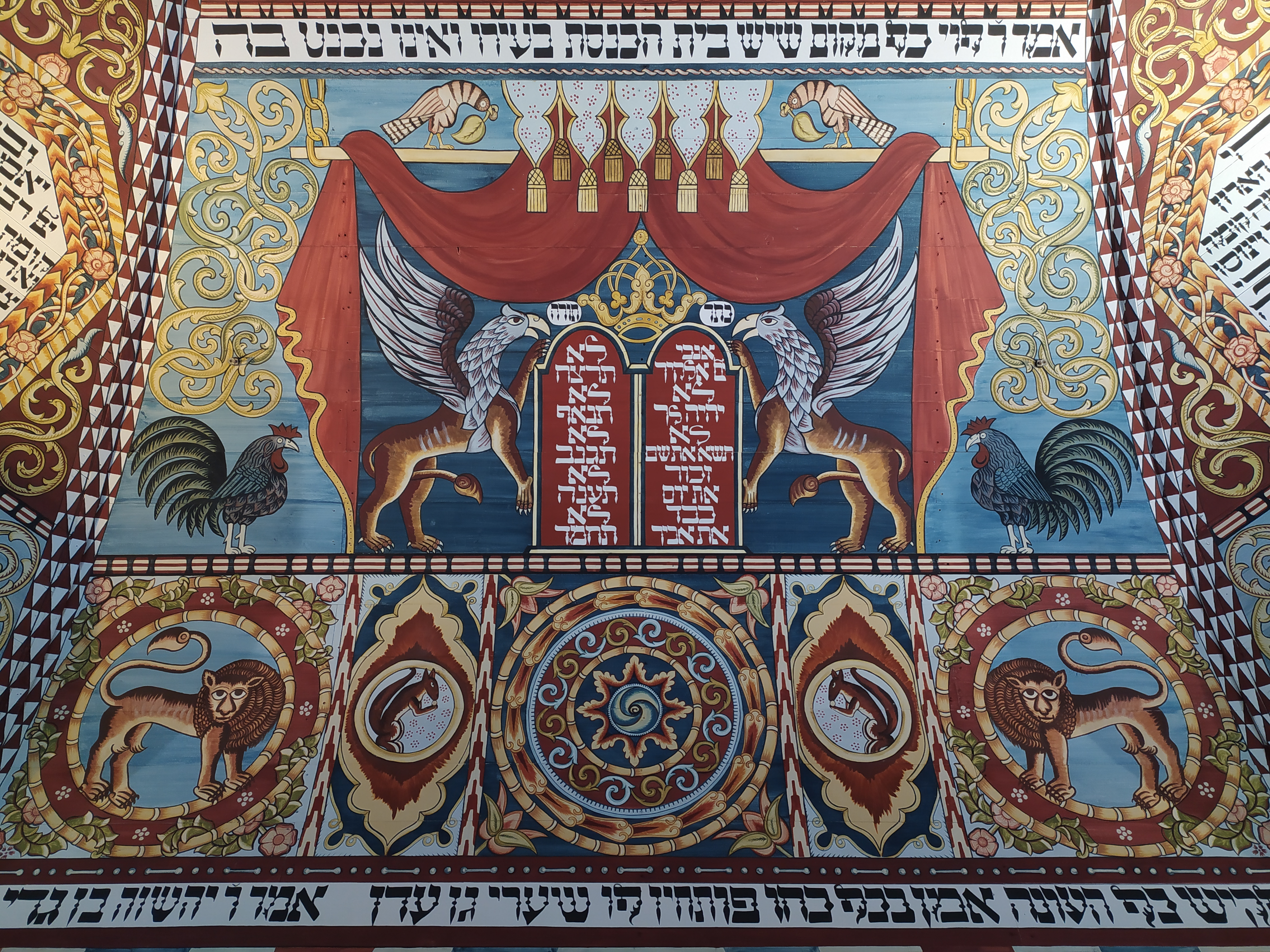
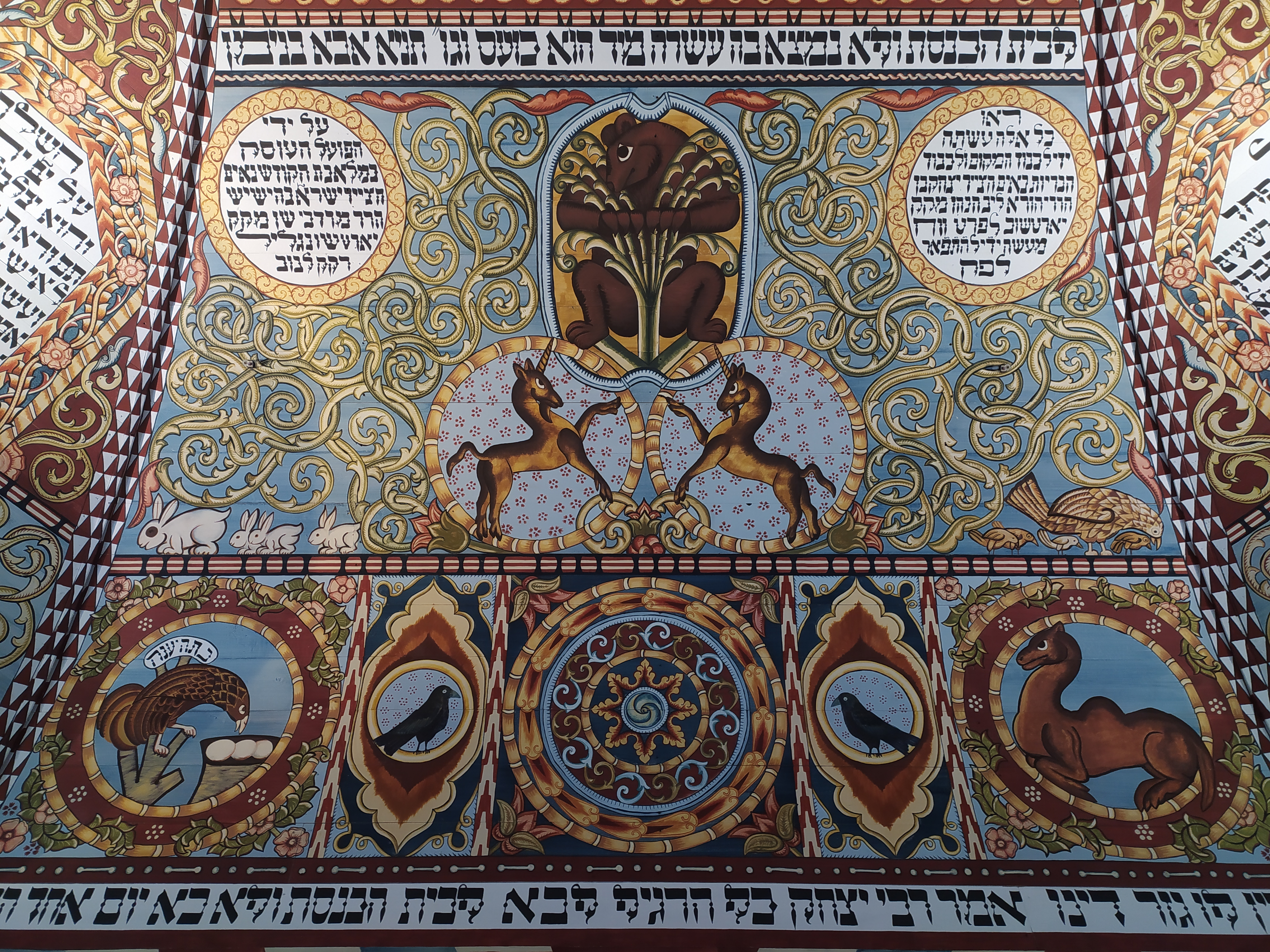
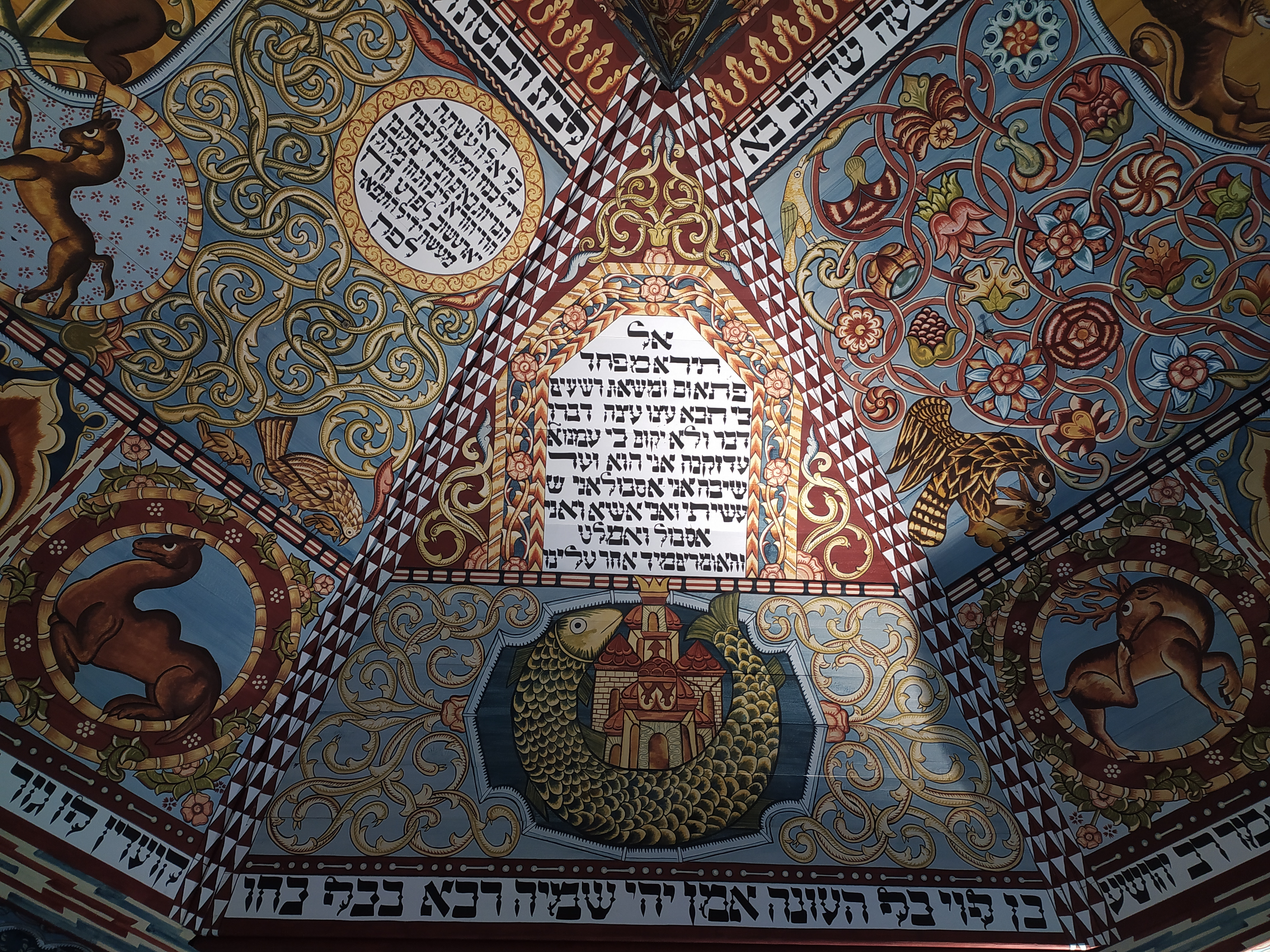
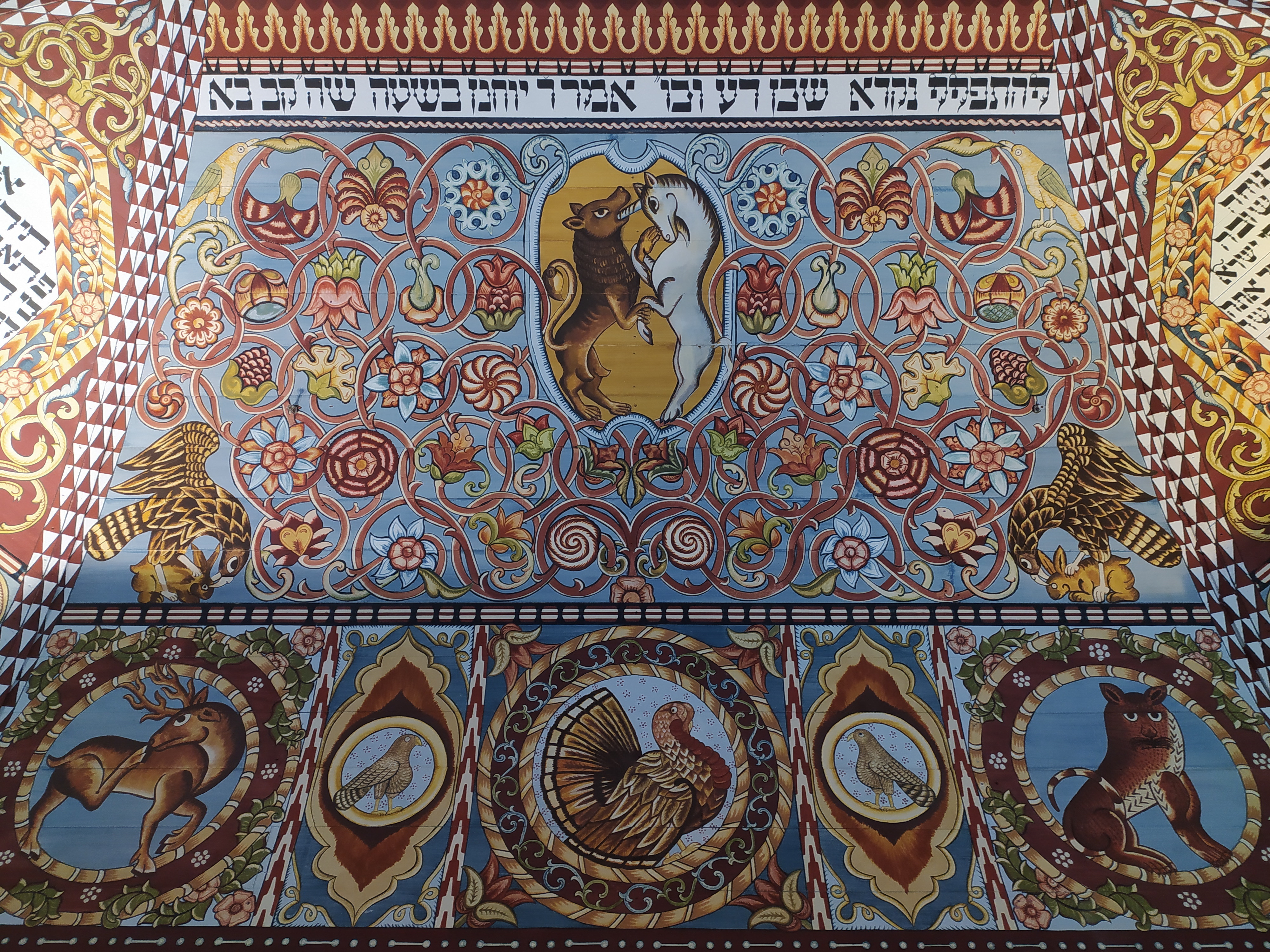
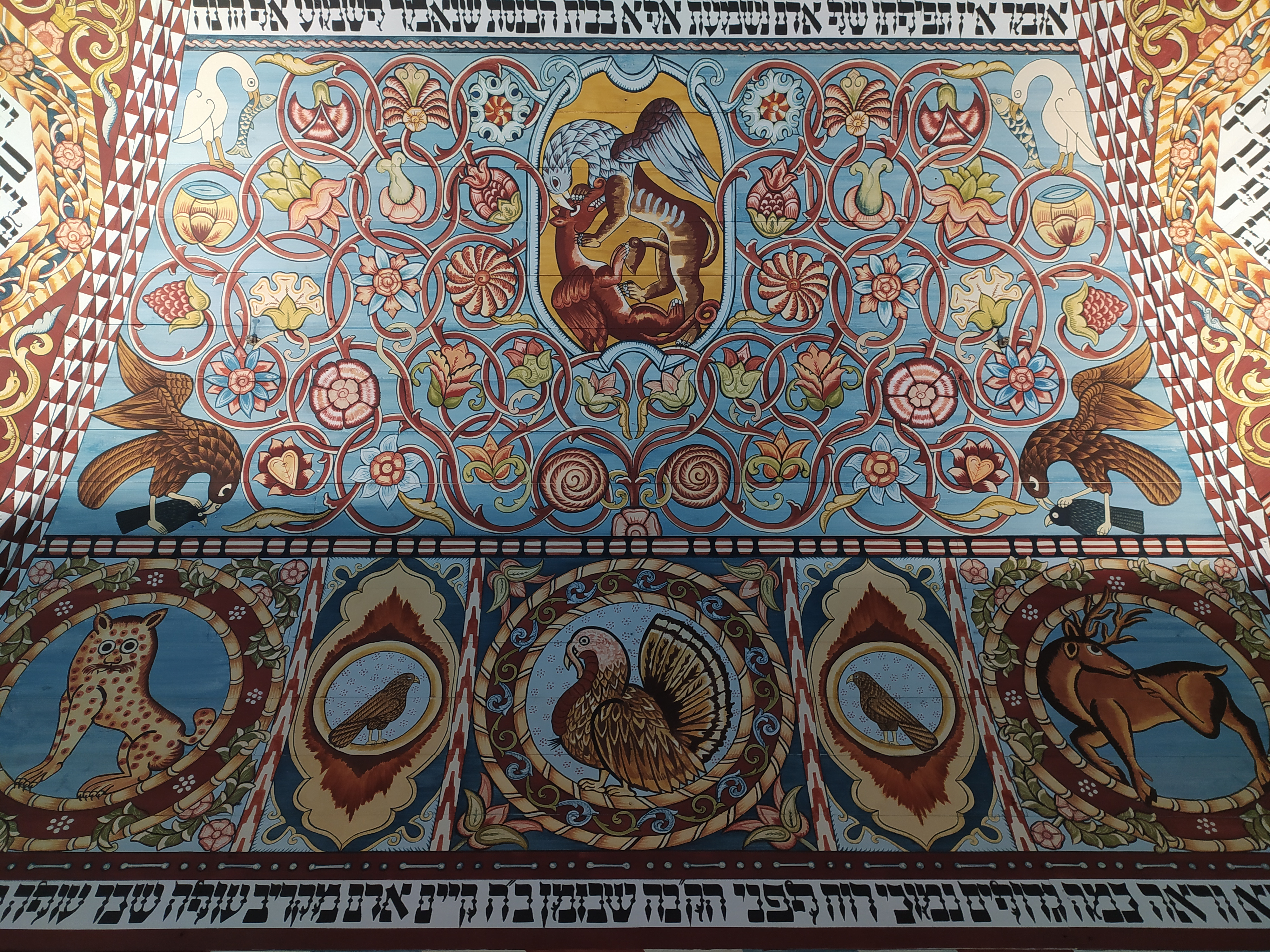
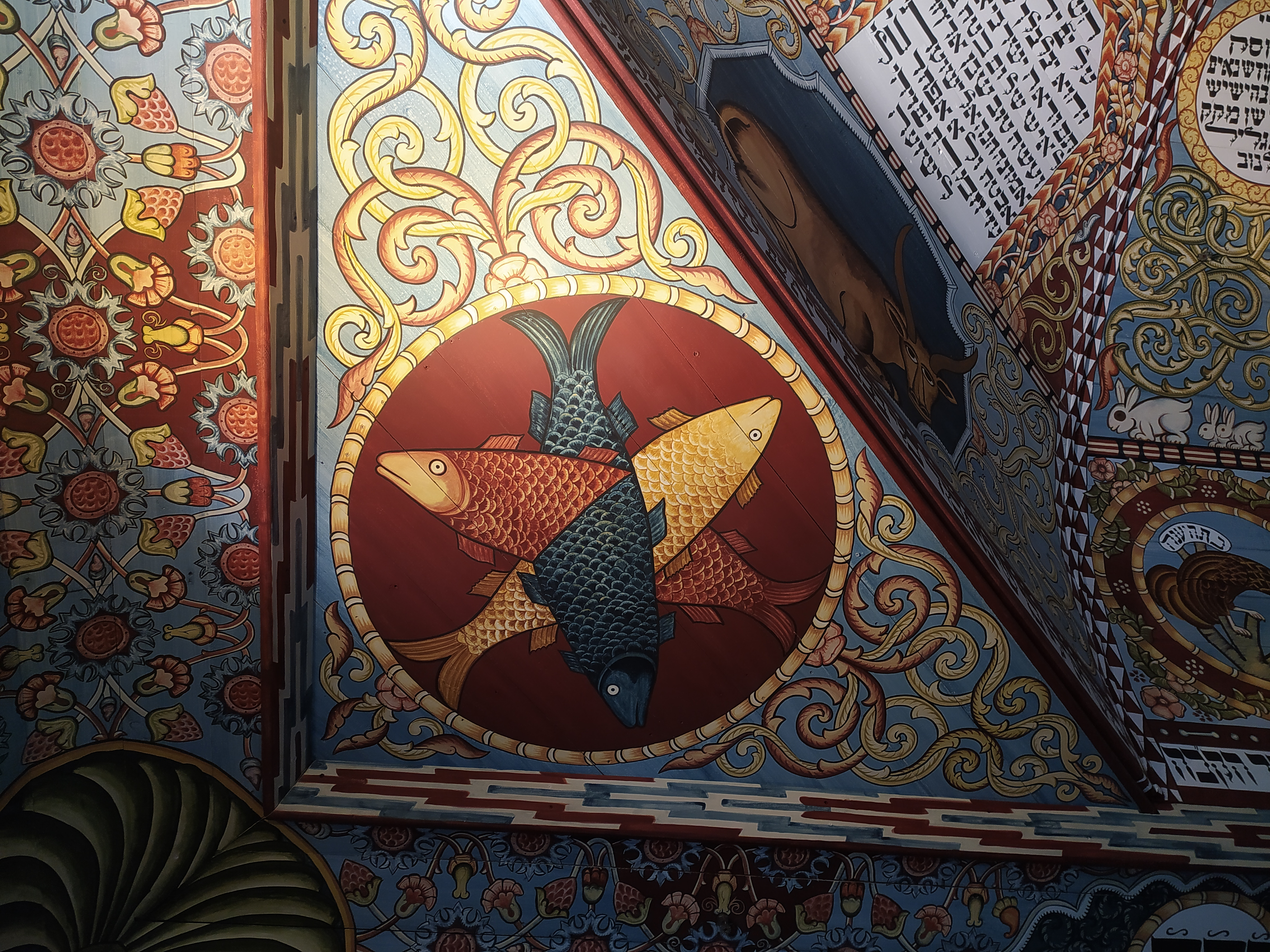
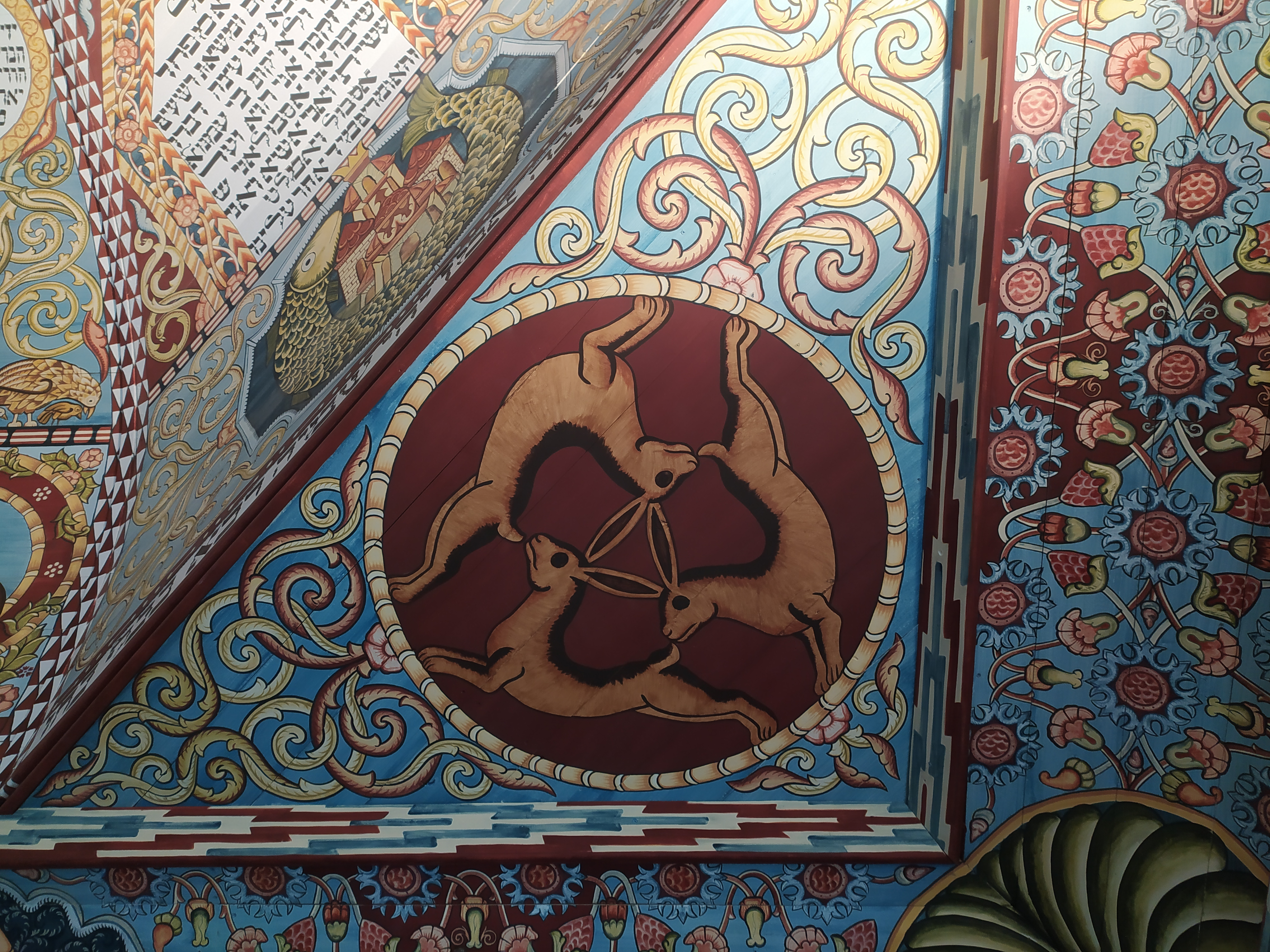

## 外部連結
- REPLICATING THE GWOZDZIEC WOODEN SYNAGOGUE （页面存档备份，存于）
- Times of Israel - The intrepid couple who restored a gem of a Polish synagogue （页面存档备份，存于）
- About the synagogue （页面存档备份，存于） (in French)